# Lijst van hertogen van Parma
Dit is een lijst van hertogen van Parma en Piacenza van 1545 tot heden. Met de hertog van Parma wordt in de Nederlandse geschiedschrijving doorgaans Alexander Farnese bedoeld.

## Huis Farnese(1545-1731)
| Nr. | Hertog | Hertog      | Periode     | Opmerkingen |
| --- | ------ | ----------- | ----------- | --- |
| 1   |        | Pier Luigi  | 1545 - 1547 | Hij was een zoon van paus Paulus III. Pier Luigi was een gonfaloniere binnen de Rooms-Katholieke Kerk.                                                                                           |
| 2   |        | Ottavio     | 1547 - 1586 | Hij huwde met Margaretha van Parma. |
| 3   |        | Alessandro  | 1586 - 1592 | Was ook landvoogd van de Nederlanden. Hij steunde koning Filips II van Spanje in zijn strijd tegen koningin Elizabeth I van Engeland.                                                            |
| 4   |        | Ranuccio I  | 1592 - 1622 | Was een zoon van zijn voorganger en van infante Maria van Portugal. |
| 5   |        | Odoardo     | 1622 - 1646 | Hij werd op 10-jarige leeftijd hertog. Zijn oom, Odoardo Farnese, werd benoemd tot regent. Ook zijn moeder diende als regentes. Hij huwde met een dochter van groothertog Cosimo II van Toscane. |
| 6   |        | Ranuccio II | 1646 - 1694 | Hij huwde onder andere met een dochter van Victor Amadeus I van Savoye, met Isabella d'Este en met Isabella's zus, Maria.                                                                        |
| 7   |        | Francesco   | 1694 - 1727 | Hij was een oom van de Spaanse koningin Elisabetta Farnese. Francesco huwde met de weduwe van zijn halfbroer, Dorothea Sophia van Palts-Neuburg.                                                 |
| 8   |        | Antonio     | 1727 - 1731 | Was een broer van zijn voorganger. Hij huwde met een dochter van hertog Rinaldo III d'Este. |

## Huis Bourbon(1731-1735)
In 1731 stierf hertog Antonio kinderloos. Daardoor sterft het geslacht Farnese in mannelijk lijn uit. Een neef van Antonio, de Spaanse infant Carlos, werd benoemd tot nieuwe hertog van Parma en Piacenza.
| Nr. | Hertog | Hertog  | Periode     | Opmerkingen |
| --- | ------ | ------- | ----------- | --- |
| 9   |        | Karel I | 1731 - 1735 | Karel was de oudste zoon van koning Filips V van Spanje en diens tweede vrouw koningin Elisabetta Farnese. Karel huwde met prinses Maria Amalia van Saksen. |

## Huis Habsburg(1735-1748)
Hertog Karel I ruilde het hertogdom Parma om voor het koninkrijk Napels. Het hertogdom viel toen in de handen van de keizer van het Heilige Roomse Rijk.
| Nr. | Hertog | Hertog                  | Periode     | Opmerkingen |
| --- | ------ | ----------------------- | ----------- | --- |
| 10  |        | Karel II                | 1735 - 1740 | Hij was als Karel VI keizer van het Heilige Roomse Rijk (1711-1740). Zijn vrouw Elisabeth Christine van Brunswijk-Wolfenbüttel. |
| 11  |        | keizerin Maria Theresia | 1740 - 1748 | Was gehuwd met Frans I. |

## Huis Bourbon-Parma(1748-1803)
Maria Theresia staat Parma en Piacenza af aan infant Felipe, een zoon van koning Filips V van Spanje.
| Nr. | Hertog | Hertog    | Periode     | Opmerkingen |
| --- | ------ | --------- | ----------- | --- |
| 12  |        | Filips    | 1748 - 1765 | Hij was de derde zoon uit het tweede huwelijk van koning Filips V van Spanje en koningin Elisabetta Farnese. Filips is de stamvader van het huis Bourbon-Parma. Hij huwde met Louise Elisabeth, prinses van Frankrijk, de oudste dochter van koning Lodewijk XV van Frankrijk. Filips is via zijn dochter, Maria Louisa, ook de stamvader van de Spaanse Bourbons. |
| 13  |        | Ferdinand | 1765 - 1802 | Hij huwde met een dochter van keizerin Maria Theresia, aartshertogin Maria Amalia. Hij gaf zich over aan de Fransen met het Verdrag van Parijs (november 1796). Met het Verdrag van Aranjuez (1801) werd het hertogdom opgedoekt en geannexeerd door Frankrijk. |

## Napoleontische tijd(1806-1814)
Keizer Napoleon I van Frankrijk annexeerde Parma en benoemde eerst zijn zuster en dan twee staatslieden tot (titulair) hertog.
| Nr. | Hertog | Hertog                           | Periode     | Opmerkingen |
| --- | ------ | -------------------------------- | ----------- | --- |
| 14  |        | Pauline                          | 1806 - 1808 | Was een zuster van keizer Napoleon I. Huwde met Charles Leclerc, na diens dood met Camillo Filippo Ludovico Borghese. |
| 15  |        | Jean-Jacques-Régis de Cambacérès | 1808 - 1814 | Hertog van Parma. Hij was ook de tweede consul van Frankrijk.                                                         |
| 16  |        | Charles-François Lebrun          | 1808 - 1814 | Hertog van Piacenza.                                                                                                  |

## Huis Habsburg(1814-1847)
Bij het Verdrag van Fontainebleau in 1814 viel het hertogdom Parma in de handen van ex-keizerin Marie Louise van Frankrijk. Deze benoeming werd in 1815 goedgekeurd door het Congres van Wenen.
| Nr. | Hertog | Hertog       | Periode     | Opmerkingen                                                                                        |
| --- | ------ | ------------ | ----------- | -------------------------------------------------------------------------------------------------- |
| 15  |        | Marie Louise | 1814 - 1847 | Was gehuwd met keizer Napoleon I van Frankrijk, en de moeder van keizer Napoleon II van Frankrijk. |

## Huis Bourbon-Parma(1847-1860)
Door de dood van hertogin Marie Louise viel het hertogdom Parma opnieuw in de handen van de familie Bourbon-Parma.
| Nr. | Hertog | Hertog    | Periode     | Opmerkingen                                                                             |
| --- | ------ | --------- | ----------- | --------------------------------------------------------------------------------------- |
| 16  |        | Karel II  | 1847 - 1849 | Hij was eerder koning van het Koninkrijk Etrurië.                                       |
| 17  |        | Karel III | 1849 - 1854 | Huwde met Louise Maria van Frankrijk, kleindochter van koning Karel X van Frankrijk.    |
| 18  |        | Robert    | 1854 - 1860 | Huwde eerst met Maria Pia van Bourbon-Sicilië en daarna met Maria Antonia van Bragança. |

## Titulaire hertogen
Hertog Robert wordt in 1860 verjaagd en Parma sloot zich aan bij het Koninkrijk Sardinië. Het Koninkrijk Sardinië ging op zijn beurt in 1861 op in het Koninkrijk Italië. De titel hertog van Parma wordt door hem en zijn nakomelingen echter nog wel gevoerd.